# Rilhac-Treignac
 Rilhac-Treignac  (en occitano Rilhac de Trainhac) es una comuna y población de Francia, en la región de Lemosín, departamento de Corrèze, en el distrito de Tulle y cantón de Treignac.
Su población en el censo de 2008 era de 116 habitantes.
Está integrada en la Communauté de communes de Vézère Monédières .

## Demografía
| 170 | 216 | 162 | 148 | 131 | 121 | 116 |
| Para los censos de 1962 a 1999 la población legal corresponde a la población sin duplicidades (Fuente: INSEE [Consultar]) |     |     |     |     |     |     |